# Oberjoch
Oberjoch is een dorp in marktgemeinde Bad Hindelang met 200 inwoners op een hoog zadel in Beieren, Zwaben Landkreis Oberallgäu. 
De plaats ligt op ca. 1136 meter en men beschouwt het als "Duitslands hoogste dorp". Er zijn hoger gelegen nederzettingen in Duitsland, zoals Feldberg, maar Oberjoch is wel het hoogste kerkdorp.
Oberjoch is gelegen op de Oberjochpas.